# Klee-Dickkopfzikade
Die Klee-Dickkopfzikade (Anaceratagallia venosa) ist eine Zwergzikade aus der Unterfamilie der Dickkopfzikaden (Agalliinae).

## Merkmale
Die Zikaden werden 2,7 bis 3,3 mm lang. Kopf, Pronotum und Scutellum besitzen ein charakteristisches dunkelbraun bis schwarzes Fleckenmuster. Entlang den Rändern des Scutellums verlaufen wellenförmige dunkle Flecke, während sich zentral ein rundlicher dunkler Fleck befindet. Die Flügeladern sind dunkelbraun.

## Ähnliche Arten
Die Wiesen-Dickkopfzikade (Anaceratagallia ribauti) sieht der Klee-Dickkopfzikade sehr ähnlich und ist nur durch eine Untersuchung der Genitalien sicher zu unterscheiden.

## Vorkommen
Die Art ist in Europa weit verbreitet. Auf den Britischen Inseln ist die Art ebenfalls vertreten. Nach Osten reicht ihr Vorkommen bis nach Sibirien.

## Lebensweise
Die Klee-Dickkopfzikade bevorzugt als Lebensraum Trockenrasen. Als Futterpflanzen werden der Gewöhnliche Hufeisenklee (Hippocrepis comosa) und der Gewöhnliche Hornklee (Lotus corniculatus) genannt. Die Art überwintert als Ei. Die Imagines beobachtet man von Juli bis November. Die Zikadenart gilt als möglicher Überträger des Phytoplasma tomato leaf crinkle virus 16Sr.

## Taxonomie
In der Literatur finden sich folgende Synonyme:
- Cicada venosa Fourcroy, 1785
- Agallia aspera Ribaut, 1935
- Agallia venosa (Fourcroy, 1785)
- Anaceratagallia venosa (Geoffrey)